# كريس سوندرز
كريس سوندرز (7 مايو 1940 في المملكة المتحدة - ) (بالإنجليزية: Chris Saunders)‏ هو لاعب كريكت بريطاني. لعب مع Berkshire County Cricket Club ‏ ونادي الكريكت في جامعة أكسفورد ‏ ونادي جامعة كامبريدج للكريكيت ‏.

## وصلات خارجية
- كريس سوندرز على موقع إي آس بي آن كريك إنفو (الإنجليزية)